# Bibiana Candelas
Bibiana Candelas Ramírez (Torreón, 2 de dezembro de 1983) é uma jogadora de voleibol e de voleibol de praia mexicana. 

## Carreira
Candelas conquistou ao lado de Mayra García duas medalhas nos Jogos Pan-Americanos: uma de bronze em 2007 e uma de prata em 2011. e disputaram a edição dos Jogos Olímpicos de Verão de 2008.Juntas competiram na edição dos Jogos Centro-Americanos e do Caribe de 2010 sediados em Mayagüezconquistando a medalha de ouro.
No ano de 2014 competia com Martha Revuelta na conquista da medalha de prata nos Jogos Centro-Americanos e do Caribe  sediados em Veracruz